# Victor Anichebe
Victor Chinedu Anichebe (ur. 23 kwietnia 1988 w Lagos) – nigeryjski piłkarz angielskiego pochodzenia występujący na pozycji napastnika. Były reprezentant Nigerii.
Wychowanek Evertonu, w swojej karierze grał także w klubach West Bromwich Albion, Sunderland i Beijing Enterprises Group FC. 

## Kariera klubowa

### Wczesne lata
Anichebe, będąc dzieckiem, przeniósł się z rodzicami do Liverpoolu. Początkowo mieszkali w Toxteth, skąd przeprowadzili się na stałe do Crosby. Młody Nigeryjczyk jest produktem akademii Evertonu, a jego głównymi zaletami są szybkość i siła.

### Everton
Napastnik zadebiutował w drużynie rezerw Evertonu w wieku 15 lat. Pierwszy mecz w seniorach drużynie zaliczył po niespełna dwóch latach, wchodząc w 89 minucie z ławki rezerwowych za Simona Daviesa podczas pucharowego meczu z Chelsea. Anichebe podpisał pierwszą profesjonalną umowę z klubem grającym na Goodison Park w kwietniu 2006. Miesiąc później otrzymał nagrodę dla najlepszego zawodnika rezerw sezonu 2005/2006. Debiutancką bramkę na boiskach Premier League Nigeryjczyk zdobył przeciwko West Bromwich Albion, pokonując polskiego bramkarza Tomasza Kuszczaka. 30 grudnia 2006 Everton pokonał Newcastle United po dwóch golach Anichebe. Swój dorobek powiększył on o jedno trafienie w zwycięskiej grze z Fulham w Wielki Piątek 2007 roku. 2 maja tego samego roku władze "The Toffees" ogłosiły, że napastnik przedłużył kontrakt do lata 2011. Anichebe stał się tajną bronią Evertonu w rozgrywkach Pucharu UEFA 2007/2008. Zmusił do wyciągnięcia piłki z siatki bramkarzy takich klubów, jak Metalist Charków, AE Larisa, 1. FC Nürnberg oraz SK Brann. W czerwcu 2008 został przez kibiców Evertonu wybrany najlepszym młodym zawodnikiem sezonu. 22 lutego 2009 w meczach przeciwko Newcastle United napastnik został sfaulowany przez Kevina Nolana, który dostał za swój czyn czerwoną kartkę. Anichebe doznał poważnej kontuzji i musiał pauzować przez 11 miesięcy. Do gry powrócił on dopiero w styczniu 2010, w meczu z Sunderlandem drużyna wygrała 2:0. Dwa miesiące później Nigeryjczyk zaliczył pierwszego gola po kontuzji - w zremisowanym 2:2 meczu z Birmingham City. W styczniu 2011 podpisał nowy, 4,5-letni kontrakt. We wrześniu 2011 zawodnik zaczął narzekać na problemy z pachwiną i nie zagrał już do końca roku. Na boisko powrócił 1 stycznia 2012, wchodząc na plac gry w drugiej połowie w spotkaniu z West Bromwich Albion. W 87 minucie tego meczu strzelił gola. Bramka ta dała jego drużynie zwycięstwo 1:0. W swoim pierwszym meczu w sezonie 2012/2013 Anichebe strzelił lewą nogą gola w wygranym 3:0 meczu ze Swansea. Następnie stracił kilka meczów z powodu problemów ścięgnowych, ale powrócił do strzelania w grudniowym meczu z West Ham United, wygranym przez jego drużynę 2:1. W meczu z Newcastle zaliczył dwie asysty. W lutym Anichebe strzelił swojego pierwszego gola w FA Cup, w meczu przeciwko Oldham Athletic. Spotkanie to zakończyło się wynikiem 2:2. W późniejszej części sezonu był podstawowym strzelcem swojej drużyny, głównie w związku z niezłą formą strzelecką oraz słabą Nikicy Jelavicia. Sezon zakończył z 8 golami w 32 meczach.
2 września 2013 Anichebe podpisał kontrakt z West Bromwich Albion. Jego nowy klub zapłacił za niego £6 milionów.
2 września 2016 jako wolny zawodnik dołączył do Sunderlandu i spędził tam sezon 2016/2017. Następnie odszedł do chińskiego Beijing Enterprises Group.

## Kariera reprezentacyjna

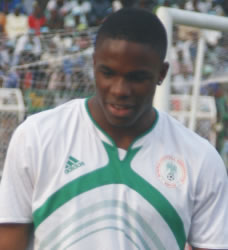
Anichebe przed meczem reprezentacji Nigerii.

W lutym 2006 Anichebe ogłosił swą chęć reprezentowania Nigerii:

Chciałbym grać w drużynie narodowej Nigerii, gdyż to właśnie stamtąd pochodzę. 
Każdego roku przyjeżdżam do Nigerii na Boże Narodzenie. 
Przeniosłem się do Anglii, gdy byłem dzieckiem, ale wciąż czuję się Nigeryjczykiem.

To jednak Anglia jako pierwsza dała szansę zaistnieć napastnikowi na szczeblu reprezentacyjnym. Anichebe został powołany do składu drużyny narodowej U-19 5 września 2006. Powołanie jednak odrzucił, a następne przyszło niedługo potem, już od Nigerii U-20.
Zamieszanie wokół młodego gracza było kontynuowane, gdy nie przyjechał na obóz treningowy reprezentacji Nigerii. Afrykańska prasa spekulowała na temat tego, którą reprezentację w końcu wybierze, ale w marcu 2007 Anichebe dostał powołanie od trenera "Super Orłów" Bertiego Vogtsa do drużyny seniorskiej. Nie dane mu było natomiast pojechać na Puchar Narodów Afryki 2008. 26 marca 2008 Anichebe wszedł z ławki rezerwowych w meczu eliminacji do Igrzysk Olimpijskich 2008 z Republiką Południowej Afryki, podwyższając wynik na 3:0 dla Nigerii. Kolejnym jego sukcesem na tym turnieju było wywalczenie wraz z reprezentacją Nigerii srebrnego medalu.